# Краева, Ирина (писательница)
Ири́на Кра́ева (настоящее имя Ири́на Ива́новна Пу́ля; род. 9 мая 1966 года, 
Киров) — российская писательница, автор художественных произведений для детей, журналистка, педагог. Лауреат Международной литературной премии имени В. П. Крапивина (2007), лауреат Международного литературного конкурса «Согласование времён» (2012), лауреат ежегодного конкурса «Новая детская книга» (2013), лауреат Российской литературной премии имени Александра Грина (2015). Член Союза писателей Москвы.

## Биография
Самое главное событие в ранние годы — встреча с талантливой вятской учительницей литературы С. А. Жуковой , которая в каждом ученике пробуждала личность и творчество. Под её влиянием у Ирины Краевой появились первые рассказы и репортажи, которые были опубликованы на Кировском областном радио и в молодёжной газете. Следствием этого стала учёба на факультете журналистики Ленинградского (Санкт-Петербургского) государственного университета (1983—1988 гг.).
Потом — возвращение в Вятку, где Ирина Краева становится вначале редактором многотиражной газеты Кировского государственного педагогического института (сейчас Вятский государственный гуманитарный университет), потом преподавателем кафедры русской литературы. В 1996 году защитила диссертацию по русскоязычным романам Владимира Набокова. Вскоре стала деканом факультета журналистики Кировского филиала Московского гуманитарно-экономического института.
В 1998 году переехала в Москву и занялась практической журналистикой. Сначала работала в газете «Труд», а с 2006 г. по 2012 г. — в «Российской газете». Лауреат Премии города Москвы в области журналистики (2010).

## Литературное творчество
Начав ещё в юности писать «трагические» «взрослые» рассказы, вдруг неожиданно переехала на детские рельсы. В 2007 году в питерском издательстве «Детгиз» вышла сказочная повесть «Тим и Дан, или Тайна Разбитой коленки» с рисунками Алексея Бахтина, за которую Ирина Краева получила Международную литературную премию имени Владислава Крапивина. Повесть была замечена в прессе и вскоре опубликована в журнале «Путеводная звезда». Рассказы и сказки публиковались в сборниках стихов, рассказов, повестей, сказок для детей «Как хорошо…» (2009 г.), «Как хорошо…-2» (2010 г.), «Как хорошо…-3» (2011 г.) и «Как хорошо…-4» (2012 г.), журналах «Нева», «Дружба народов», " «Жили-были», «Чиж и ёж», альманахе «Истоки», детском интернет-журнале «Санька — Бешеный кролик», литературном журнале для детей и взрослых «Электронные пампасы» , литературном иллюстрированном журнале для детей «Кукумбер».
О сказочной повести «Тим и Дан, или Тайна Разбитой коленки» автор говорит: «…родилась моя сказка „от противного“. В какой-то момент поняла, что газета меня съедает. Что даже из рассказов моих полезла „чернуха“, а сопротивляться ей не хватает душевных сил. И тут я заболела. Говорят, болезни заставляют нас остановиться, оглянуться, обдумать своё „житие“. На больничной койке и начала эту книгу. Поздней в редких промежутках от газетной работы и вытягивала себя за уши из болота злободневности…».
Вторая книга Ирины Краевой, выпущенная издательством «Детгиз» в 2010 году, называется «Чаепитие с пяткой». Проиллюстрировал книгу санкт-петербургский художник Александр Бихтер. В предисловии к «Чаепитию с пяткой» поэтесса Юнна Мориц пишет: «Ирина Краева — блестящий автор весёлых, остроумных, тонких рассказов для детей. Она умеет придумать и расписать маленькую историю, в которой творятся большие чудеса, где всё превращается во что угодно, и язык вращается, как волшебный ключ в замочной скважине волшебных дверей. Она играет с детством без никакого подлизыванья, угодничества, впадания в кукольность, без никаких нотаций от имени знаменитых зверей. Всё чудо здесь — в языке, который главное действующее лицо, ведущее тайную игру. Эта игра стоит свеч!.. Она даёт авторское чувство ребёнку, который участвует в этой игре, — он становится автором своего личного восприятия, своей радости, улыбки; он ловит мячик подвоха, весёлой ошибки, обретая свой личный опыт тонкого мира — лирики, юмора, метаморфоз, ритмичных реакций, развивающих личность человека, играющего не только на нервах».
В 2012 году Ирина Краева стала лауреатом Международного литературного конкурса «Согласование времён» в номинации «Проза» (рассказ «Соловьиный сад»), а в 2013 — лауреатом в номинации «Выбор библиотек» и обладательницей 2-й премии в номинации «Истории сказочные и не только…» ежегодного конкурса «Новая детская книга» за «повесть в рассказках» «Колямба, внук Одежды Петровны».
В 2015 году Ирина Краева названа одним из двух лауреатов (наряду с Наринэ Абгарян) Российской литературной премии имени Александра Грина — за выдающийся вклад в развитие отечественной литературы (выразившийся в создании особо значимого литературного произведения, или за результаты творчества в целом).
Ряд произведений Ирины Краевой переведены на испанский, польский и французский языки.

## Цитата
«Хорошая детская книга интересна и для детей, и для взрослых. Потому что это всегда — игра, приключение, честность, фантазия, на это и взрослые откликаются, хорошая детская книжка в папах и мамах пробуждает душевные, человеческие качества».
—  Ирина Краева